# ميزتول
ميزتول أو ميزيتول ( باللاتينية : مزيتولس ، بالأمازيغية : Meztul) كان قائدا نوميديا . اكتسب شعبية مع مواطنيه وعارض الملك كابوسا الذي هزمه بعد أن أجبره على القتال من أجل عرشه ، وبعد ذلك أعلن الملك لاكومازيس .

## تاريخه
كان مزيتيول زعيمًا نوميديًا متحالفًا مع العائلة الأميرية ولكن لم يكن له حقوق. لم يكن غريبًا على دماء الملوك النوميديين في ذلك الوقت ، ولكن من فرع كان دائمًا معاديًا لهم . كان قد تزوج من أرملة أوزالس ، وهي قرطاجية ، مما أكسبه دعم جزء على الأقل من الطبقة الأرستقراطية البونية المعنية ربما منذ تلك اللحظة لإزالة ماسينيسا من السلطة ، على الرغم من أن الأخيرة كانت حتى ذلك الحين تخدم مصالح قرطاج بأمانة من خلال القتال. بأوامر من أسدروبال في إسبانيا.
قام بتدريب رفقائه ، وكان لديه الكثير من السلطة لأنهم كرهوا ملكهم ، أسسوا معسكرًا علنًا وتمردوا حتى أجبروا الملك كابوسا على النزول في الصف والقتال من أجل عرشه.
بمجرد هزيمة كابوسا وقتلi ، أعلن ميتزول بمهارة لاكومازيس ملكا ، الابن الأصغر لأولزاسين ، الذي كان تحت وصايته ،.
تزوج ميتزول من أرملة أولزاسن ، ويمكن للمرء أن يفترض ، على الرغم من عدم وجود مصدر صريح ، أن لاكومازيس كان من ابن هذه المرأة.

## مذكرات و مراجع
1. 1 2 3  Camps, G. (1 Feb 1993). "Capussa". Encyclopédie berbère (بالفرنسية): 1770. ISSN:1015-7344. Archived from the original on 2021-12-07. Retrieved 2019-12-25.
2. ↑  Histoire de Rome — volume 2 — 218-202 (بالفرنسية). les écrivains de Fondcombe. 23 May 2011. ISBN:978-1-5084-3663-8. Archived from the original on 2022-01-16. Retrieved 2019-12-25. {{استشهاد بكتاب}}: الوسيط |الأول= يفتقد |الأخير= (help)صيانة الاستشهاد: أسماء متعددة: قائمة المؤلفين (link)